# Vara (comune della Svezia)
Vara è un comune svedese di 15 744 abitanti, situato nella contea di Västra Götaland. Il suo capoluogo è la cittadina omonima.

## Località
Nel territorio comunale sono comprese le seguenti aree urbane (tätort):
- Arentorp
- Emtunga
- Fåglavik (parte)
- Jung
- Kvänum
- Larv
- Stora Levene
- Tråvad
- Vara
- Vedum